# Asgar Koster
Asgar Koster (Paramaribo, 15 oktober 1985) is een Surinaams musicus, songwriter en producer in de stijlen hiphop, gospelmuziek, lovesongs, jazz en reggae. Hij is medeoprichter van Su Aid (sinds 2014) en arrangeerde meermaals voor SuriPop (sinds 2016).

## Biografie

### Jonge jaren
Asgar Koster speelt keyboard, basgitaar en enigszins drums. Sinds circa 2006 was hij voorman van de gospelrapgroep 10-23 Generatie. Op school werd hij wel kerkiboi genoemd. Op jonge leeftijd was hij musicus voor de Nieuwe Generatie Gemeente Gods Bazuin van Steve Meye; met hem bracht hij in 2007 de single I love you so uit. Later stapte hij over naar de Volle Evangeliegemeente Logos International van Steven Reyme.

### Solo en producent
In 2012 verliet hij na zes jaar 10-23 Generatie en koos hij voor een solocarrière. Enkele dagen na het overlijden van Werner Duttenhofer in 2013, brachten hij, Enver en Kenny B een lied uit als ode aan de radiomaker. In 2014 had hij een hit met Die jongen van de kerk; de titel van het lied werd later vaak gebruikt als zijn bijnaam. De single bereikte dat jaar de hoogste positie in de gospellijst van de Surinaamse Top 40. In 2014 trad hij met zijn gospelgroep Stem Fu Prijs op tijdens het Kwakoe-festival in Nederland. Hij werkte onder de naam Asko Records en hanteert sinds hij in mei 2014 een eigen studio heeft de naam Asko Productions.

### Su Aid
Geïnspireerd door het 30-jarige jubileum van Band Aid, richtte hij in 2014 samen met Giwani Zeggen en Sidney Grunberg Su Aid op om samen met Surinaamse artiesten geld in te zamelen voor goede doelen in eigen land. Aan het initiatief werd veel aandacht geschonken op Radio 10, STVS en SRS. Het campagnelied, Gi wan anu, kwam binnen een maand op nummer 1 van de Surinaamse Top 40 terecht. Deze had de melodie van Do they know it's Christmas?, het arrangement van Koster en de tekst van Siegfried Gerling. Sindsdien wordt Su Aid in de laatste maanden van elk jaar herhaald.

### Verdere ontwikkeling
Daarnaast arrangeert hij werk voor andere artiesten. In 2016 arrangeerde hij voor het eerst voor het festival SuriPop: Ik laat jou gaan van Rachel Sweet, gezongen door Valerie J (Valerie Dwarkasing), en Alles wat ik wil van Harold Gessel, gezongen door Emily Kartoredjo en Derril Polion. Verder begeleidt hij andere artiesten muzikaal tijdens hun optredens, zoals Denise Jannah tijdens haar Kerkentour in 2017, en hij trad ook op tijdens Dobru Neti (Dobru Nacht) en Fête de la musique. In 2018 werkte hij mee als acteur en musicus aan het theaterstuk Ajoeba van regisseur Tolin Alexander. In 2019 was hij tijdelijk jurylid voor Youth Voice.
In de loop van de jaren werd hij actief in meerdere muziekgenres. Hij trad bijvoorbeeld ook op tijdens het Suriname Jazz Festival in 2019 en lanceerde zijn eerste reggae-album in 2020.